# Astrid Geisler (Skirennläuferin)
Astrid Geisler (* 10. August 1968 in Mittersill) ist eine ehemalige österreichische Skirennläuferin. Sie wurde 1985 Juniorenweltmeisterin und Österreichische Meisterin in der Abfahrt und gewann sechs Europacuprennen.

## Biografie
Nach mehreren Erfolgen bei österreichischen Schülermeisterschaften und anderen Nachwuchswettbewerben startete Geisler ab der Saison 1983/84 im Europacup. In diesem Winter gelangen ihr bereits zwei Podestplätze in den Abfahrten von Spital am Semmering und Valzoldana. Im nächsten Winter konnte die große österreichische Nachwuchshoffnung ihr Potential in der Abfahrt mehrmals eindrucksvoll unter Beweis stellen. In der Europacupsaison 1984/85 gewann die damals 16-Jährige beide Abfahrten in Valzoldana und wurde jeweils Zweite in den beiden Abfahrten von Stoos, womit sie die Abfahrtswertung für sich entscheiden konnte und den achten Platz im Gesamteuropacup belegte. Zudem gewann sie bei den Juniorenweltmeisterschaften 1985 in Jasná die Goldmedaille in der Abfahrt und wurde Österreichische Meisterin in dieser Disziplin.
Nach ihren Vorjahresleistungen gehörte Geisler ab der Saison 1985/86 dem österreichischen Nationalkader an. Ihr erstes Weltcuprennen war die Abfahrt von Val-d’Isère am 12. Dezember 1985, die sie an 21. Stelle beendete. Im weiteren Saisonverlauf kam sie aber wieder hauptsächlich im Europacup zum Einsatz, wo sie zwei Abfahrten, einen Super-G und eine Kombination gewann. Im Februar 1986 wurde sie bei den Österreichischen Meisterschaften Zweite in der Abfahrt und bei den Junioren-Weltmeisterschaften in Bad Kleinkirchheim kam sie hinter der US-Amerikanerin Hilary Lindh ebenfalls auf Rang zwei in der Abfahrt sowie auf Platz fünf im Riesenslalom. Anfang März erlitt ihre noch junge Karriere durch einen Sturz im Europacup-Riesenslalom von St. Sebastian einen schweren Rückschlag. Geisler zog sich einen dreifachen Bänderriss im linken Knie sowie Meniskus- und Kapselverletzungen zu. Trotz des vorzeitigen Saisonendes erreichte sie im Europacup 1985/86 den dritten Platz in der Gesamt- und Abfahrtswertung und den Disziplinensieg im erstmals ausgetragenen Super-G. Nach langer Verletzungspause konnte sie im Winter 1987/88 noch einmal den dritten Platz in der Europacup-Abfahrtswertung erreichen, aber schließlich musste sie sich aus gesundheitlichen Gründen vom Spitzensport zurückziehen.

## Erfolge

### Juniorenweltmeisterschaften
- Jasná 1985: 1. Abfahrt
- Bad Kleinkirchheim 1986: 2. Abfahrt, 5. Riesenslalom

### Europacup
- Saison 1984/85: 8. Gesamtwertung, 1. Abfahrt
- Saison 1985/86: 3. Gesamtwertung, 1. Super-G, 3. Abfahrt
- Saison 1987/88: 3. Abfahrt
- Sechs Siege, weitere fünf Podestplätze

### Österreichische Meisterschaften
- Österreichische Meisterin in der Abfahrt 1985